# Николаидис, Андрей
Андрей Николаидис (серб. Andrej Nikolaidis, род. 1974, Сараево, Босния и Герцеговина, Югославия) — черногорский писатель, романист, журналист. Его роман «Сын» получил Премию Европейского союза за литературу в 2011 году. Английский перевод был опубликован в 2013 году в Великобритании.
С октября 2009 по февраль 2014 года Андрей Николаидис был советником Ранко Кривокапича, председателя Скупщины Черногории.

## Биография
Родился в смешанной черногорско-греческой семье в 1974 году в Сараево. В 1992 году, после начала войны в Боснии и Герцеговине, семья Николаидиса переехала в черногорский город Улцинь, где был старый дом его отца. Андрей Николайдис был сторонником независимости Черногории и антивоенным активистом.
Часто появлялся на местном телевидении и писал статьи в газетах с резкими критическими политическими комментариями. Был колумнистом черногорских газет «Вести», «Монитор» и боснийско-герцеговинской газеты «Свободная Босния». Его взгляды вызвали споры и он неоднократно получал угрозы. Во время ток-шоу на радио «Антенна М» один из слушателей, находясь в эфире, заявил, что убьёт Николаидиса.
15 октября 2009 было объявлено, что Николаидис принят на должность советника Ранко Кривокапича, председателя председателя Скупщины Черногории.

## Творчество
Опубликовал четыре романа в Черногории и Хорватии: «Мимесис» (2003), «Сын» (2006), Приход (2009) и «До прихода Королевства» (2012), а также сборников новелл «Собор в Сиэтле», «Краткая история безумия» и книга по теории культуры «Поэтика апокалипсиса».
В 2012 году в Великобритании были опубликованы два его романа («Приход» и «Сын»).
В 2014 году было издано немецкое издание его книги «Приход».
Его первый известный роман «Мимесис» был очень хорошо воспринят в Хорватии, Боснии и среди либеральных черногорских интеллектуалов. Писал статьи для газет о независимости Черногории.
В настоящее время проживает в Улцине, Черногория.